# إريك كليمونز
اريك كليمونز (بالإنجليزية: Eric Clemons)‏ هو صحفي رياضي أمريكي، ولد في نوفمبر 1959.